# Иноуэ, Мицухару
Мицухару Иноуэ (яп. 井上 光晴 Иноуэ Мицухару, 15 мая 1926 года — 30 мая 1992 года) — японский писатель и поэт. В своих подчёркнуто социальных произведениях, зачастую задействуя авангардные литературные приёмы, обращался ко всему многообразию самых острых противоречий современного общества, включая табуированные в Японии темы дискриминации хибакуся, буракуминов и корейцев. Наряду с Сёхэем Оокой и др., относится к числу наиболее ярких представителей первой волны послевоенной японской литературы. Испытал влияние Фолкнера. Из современников был близок по духу к писателям Ютака Хания и Дзякутё Сэтоути. Много времени и сил уделял обучению писательскому ремеслу.

## Биография
Родился в городке Курумэ (преф. Фукуока). О ранних годах жизни достоверно известно не так много из-за склонности Иноуэ к мистификации. Последней подверглось всё, включая место рождения: в автобиографии Иноуэ пишет, что родился в Маньчжурии, в Люйшене. После окончания войны в 1946 году вступил в Коммунистическую партию Японии. В 1950 году в журнале «Новая японская литература» опубликовал провокационную новеллу «Ненаписанная глава» (書かれざる一章), разоблачавшую деятельность партийной ячейки; из партии был исключён.
В 1958 году выпустил этапный для своего раннего творчества сборник стихов «Битва за Гуадалканал» (ガダルカナル戦詩集), посвящённый молодёжи, прошедшей войну. В последовавших затем произведениях «Воображаемый кран» (虚構のクレーン), «Толпа на земле» (地の群れ, 1963) и др. обратился к темам атомной бомбардировки и дискриминации в Японии. Роман «Толпа на земле» стал одним из первых произведений японской литературы об атомной бомбардировке, написанных не хибакуся. В нём ставшие изгоями хибакуся Нагасаки сталкиваются, порой в ожесточенной конфронтации, с традиционными японскими изгоями, буракумин. Тема призванных на фронт студентов развивается в повести «Время умерших» (死者の時, 1961, инсценирована в театрах «Энгэкидза» и «Бунгакудза»). Вопросу дискриминации корейцев посвящены «Смерть на чужбине» (他国の死) и «Лето опустошения» (荒廃の夏). В повести «Чёрный лес» (黒い森林) обличается сталинский террор.
Обладая харизмой, Иноуэ умел привлечь к себе внимание людей и использовал это для популяризации литературы и обучения писательскому ремеслу. Начиная с 1977 года и практически до самых последних лет своей жизни он руководил собственной литературной школой. Помимо этого, долгие годы входил в состав жюри Литературной премии освобождения бураку.
Умер от рака, поразившего последовательно толстую кишку, печень и лёгкие, в 1992 году в возрасте 66 лет. Последние годы жизни Иноуэ, начиная с обнаружения у него в 1989 году рака, отражены в документальной ленте режиссёра Кадзуо Хара «Писатель всем телом и душой» (全身小説家, на англ. яз.: «A Dedicated Life», 1994). Фильм, проникающий в самые глубины тела (включая съёмки из операционной во время удаления Иноуэ части печени) и души своего героя, представляет собой сложную и многоголосную мозаику разносторонних мнений, свидетельств, комментариев и автокомментариев, разоблачений (в том числе «разоблачения» Иноуэ лечащих его врачей) и саморазоблачений, выявляет вымысел в качестве стержня всего существования Иноуэ, нерва его творчества.
После смерти Иноуэ его старшая дочь Арэно Иноуэ (井上荒野), известная как переводчица детской литературы и писательница (лауреат премии Наоки, написала биографию своего отца (ひどい感じ 父・井上光晴).
По мотивам произведений Иноуэ было снято два художественных фильма: «Толпа на земле» (地の群れ, 1970, реж. Кэй Кумаи) и «Завтра» (TOMORROW 明日, 1988, реж. Кадзуо Куроки).

## Основные сочинения
- «Толпа на земле» (地の群れ)
- «Воображаемый кран» (虚構のクレーン)
- «Время умерших» (死者の時)
- «Смерть на чужбине» (他国の死)
- «Лето опустошения» (荒廃の夏)
- «Чёрный лес» (黒い森林)
- «Класс» (階級)
- «Биение сердца» (胸の木槌にしたがえ)
- «Анти-дзуйхицу» (反随筆)
- «Отстрел слонов» (象を撃つ)
- «Роговица» (眼の皮膚)
- «Проститутки из Маруямы» (丸山蘭水楼の遊女たち)
- «Завтра: 8 августа 1945 года, Нагасаки» (明日―1945年8日8日・長崎)

## Издания на русском языке
- Снег и летний зонтик // № 36. Новеллы японских писателей / Пер. Г. Максимовой. — М.: Наука, 1968. — С. 67—78.